# Рйа-Таза (село)
Рйа-Таза (арм. Ռյա Թազա) — село в Арагацотнской области Армении.

## География
Село расположено в северной части марза, на правом берегу реки Джарджарис (приток Касаха), на расстоянии 41 километра к северо-западу от города Аштарак, административного центра области. Абсолютная высота — 2050 метров над уровнем моря.
Климат
Климат характеризуется как умеренно холодный, влажный (Dfb в классификации климатов Кёппена). Среднегодовая температура воздуха составляет 4,3 °C. Средняя температура самого холодного месяца (января) составляет −7,6 °С, самого жаркого месяца (августа) — 15,3 °С. Расчётная многолетняя норма атмосферных осадков — 551 мм. Наибольшее количество осадков выпадает в мае (97 мм).

## Население
| Год переписи | Население          | Население          | Население          | Население            | Население            | Население            |
| Год переписи | Наличное население | Наличное население | Наличное население | Постоянное население | Постоянное население | Постоянное население |
| Год переписи | Всего              | Мужчины            | Женщины            | Всего                | Мужчины              | Женщины              |
| ------------ | ------------------ | ------------------ | ------------------ | -------------------- | -------------------- | -------------------- |
| 2001         | 364                | 169                | 195                | 443                  | 216                  | 227                  |
| 2011         | 523                | 276                | 247                | 531                  | 282                  | 249                  |